# Bettendorf (Iowa)
Bettendorf város az USA Iowa államában. Lakosainak száma 39 102 fő (2020. április 1.).

## Népesség
A település népességének változása:

| 2010 | 33 217 |
| 2020 | 39 102 |